# Sąd Parysa (obraz Auguste’a Renoira)
Sąd Parysa (fr. Le Jugement de Pâris) – obraz oraz rysunek Auguste’a Renoira z lat ok. 1908-1910.
Oba przedstawiają scenę sądu Parysa, zaczerpniętą z mitologii greckiej. Obraz o zmysłowych formach i ciepłym kolorycie jest przykładem późnego stylu Renoira.
Klasyczne elementy:
- Świątynia w tle – mała grecka świątynia w tle jest jedyną aluzją do świata antyku pośród ogólnikowego sztafażu.
- Afrodyta – sięgająca po jabłko niezgody. Na przyjęciu weselnym Peleusa i Tetydy jabłko to rzuciła Eris, bogini niezgody, jedyna spośród nieśmiertelnych, nie zaproszona na uroczystość.
- Parys – ma na głowie czapkę frygijską, kojarzoną z mieszkańcami Azji Zachodniej (dzisiejsza Turcja), gdzie znajdowała się Troja.
- Uskrzydlona postać po lewej to Hermes, boski posłaniec. Zeus odmówił rozstrzygnięcia sporu bogiń, wiedząc jakich kłopotów może mu to przysporzyć. Nakazał Hermesowi zaprowadzić boginie do Parysa.